# Kalkodu, Heggadadevankote
Kalkodu là một làng thuộc tehsil Heggadadevankote, huyện Mysore, bang Karnataka, Ấn Độ.